# Histiopteris
Histiopteris es un género de helechos perteneciente a la familia Dennstaedtiaceae. Comprende 14 especies descritas y de estas, solo 1 aceptada.

## Descripción
Son helechos terrestres; con rizoma largamente rastrero, escamoso y frecuentemente peloso; hojas grandes, erectas o más comúnmente escandentes; pecíolo glabro o peloso en la base, el haz vascular en forma de "C", corrugado; lámina 2-4-pinnada, cartácea a subcoriácea; pinnas opuestas a subopuestas, sésiles o casi sésiles; nervaduras libres o (en Mesoamérica) anastomosadas a lo largo de las costillas medias; aréolas sin nérvulos libres incluidos; soros marginales, continuos; indusio simple, formado por un borde reflexo de la lámina; esporas pardo-amarillentas o (en Mesoamérica) amarillas, elipsoides, 2-laterales, tuberculadas a rugosas; tiene un número de cromosomas de x=48.

## Distribución
Se encuentra en los Neotrópicos, S. África, Sudeste de Asia, Nueva Zelanda, Tasmania, cuenca del Pacífico.

## Taxonomía
El género fue descrito por (J.Agardh) J.Sm.  y publicado en Historia Filicum 294. 1875. La especie tipo es: Histiopteris vespertilionis (Labill.) J. Sm. 

## Especies
- Histiopteris alte-alpina Alderw.
- Histiopteris caudata Holttum
- Histiopteris conspicua Alderw.
- Histiopteris estipulata Alderw.
- Histiopteris hennipmanii Hovenkamp
- Histiopteris herbacea Copel.
- Histiopteris incisa (Thunb.) J. Sm.
- Histiopteris integrifolia Copel.
- Histiopteris montana Copel. in Perkins
- Histiopteris pilosa Holttum
- Histiopteris reniformis Alderw.
- Histiopteris sinuata J.Sm.
- Histiopteris squamulata Holttum
- Histiopteris stipulacea Copel.